# Halowe Mistrzostwa Europy w Lekkoatletyce 1971 – bieg na 60 m przez płotki kobiet
Bieg na 60 metrów przez płotki kobiet – jedna z konkurencji biegowych rozgrywanych podczas halowych lekkoatletycznych mistrzostw Europy w hali Festiwalna w Sofii. Eliminacje i półfinały zostały rozegrane 13 marca, a bieg finałowy 14 marca 1971. Zwyciężyła reprezentantka Niemieckiej Republiki Demokratycznej Karin Balzer, która tym samym obroniła tytuł zdobyty na poprzednich mistrzostwach. W finale ustanowiła, podobnie jak druga na mecie Annelie Ehrhardt,  nieoficjalny halowy rekord świata czasem 8,1 s.

## Rezultaty

### Eliminacje
Rozegrano 4 biegi eliminacyjne, do których przystąpiły 22 biegaczki. Awans do półfinału dawało zajęcie jednego z pierwszych trzech miejsc w swoim biegu (Q).
Opracowano na podstawie materiału źródłowego.
Bieg 1
| Miejsce | Zawodniczka        | Czas | Uwagi |
| ------- | ------------------ | ---- | ----- |
| 1       | Karin Balzer       | 8,2  | Q, =  |
| 2       | Meta Antenen       | 8,3  | Q,    |
| 3       | Danuta Straszyńska | 8,4  | Q     |
| 4       | Miep van Beek      | 8,6  |       |
| 5       | Sneżana Jurukowa   | 8,8  |       |

Bieg 2
| Miejsce | Zawodniczka      | Czas | Uwagi |
| ------- | ---------------- | ---- | ----- |
| 1       | Valeria Bufanu   | 8,4  | Q     |
| 2       | Ludmiła Ijewlewa | 8,6  | Q     |
| 3       | Marion Bornholdt | 8,7  | Q     |
| 4       | Gunhild Olsson   | 8,7  |       |
| 5       | Katalin Balogh   | 8,8  |       |

Bieg 3
| Miejsce | Zawodniczka           | Czas | Uwagi |
| ------- | --------------------- | ---- | ----- |
| 1       | Annelie Ehrhardt      | 8,2  | Q, =  |
| 2       | Margit Bach           | 8,5  | Q     |
| 3       | Grażyna Rabsztyn      | 8,6  | Q     |
| 4       | Walentina Tichomirowa | 8,7  |       |
| 5       | Penka Sokołowa        | 8,9  |       |
| 6       | Valeria Biduleac      | 8,9  |       |

Bieg 4
| Miejsce | Zawodniczka         | Czas | Uwagi |
| ------- | ------------------- | ---- | ----- |
| 1       | Teresa Sukniewicz   | 8,3  | Q     |
| 2       | Mieke Sterk         | 8,5  | Q     |
| 3       | Heidi Schüller      | 8,5  | Q     |
| 4       | Tatjana Kondraszowa | 8,6  |       |
| 5       | Carmen Mähr         | 8,8  |       |
| 6       | Elena Mirza         | 9,1  |       |

### Półfinały
Rozegrano 2 biegi półfinałowe, w których wystartowało 12 biegaczek. Awans do finału dawało zajęcie jednego z trzech pierwszych miejsc w swoim biegu (Q).
Opracowano na podstawie materiału źródłowego.
Bieg 1
| Miejsce | Zawodniczka       | Czas | Uwagi |
| ------- | ----------------- | ---- | ----- |
| 1       | Karin Balzer      | 8,3  | Q     |
| 2       | Teresa Sukniewicz | 8,3  | Q     |
| 3       | Valeria Bufanu    | 8,4  | Q     |
| 4       | Margit Bach       | 8,5  |       |
| 5       | Ludmiła Ijewlewa  | 8,6  |       |
| 6       | Marion Bornholdt  | 8,7  |       |

Bieg 2
| Miejsce | Zawodniczka        | Czas | Uwagi |
| ------- | ------------------ | ---- | ----- |
| 1       | Annelie Ehrhardt   | 8,2  | Q, =  |
| 2       | Meta Antenen       | 8,3  | Q, =  |
| 3       | Danuta Straszyńska | 8,5  | Q     |
| 4       | Grażyna Rabsztyn   | 8,5  |       |
| 5       | Mieke Sterk        | 8,6  |       |
| –       | Heidi Schüller     | DNF  |       |

### Finał
Opracowano na podstawie materiału źródłowego.
| Miejsce | Zawodniczka        | Czas | Uwagi |
| ------- | ------------------ | ---- | ----- |
| 1       | Karin Balzer       | 8,1  | WR    |
| 2       | Annelie Ehrhardt   | 8,1  | WR    |
| 3       | Teresa Sukniewicz  | 8,3  |       |
| 4       | Meta Antenen       | 8,3  | =     |
| 5       | Danuta Straszyńska | 8,5  |       |
| 6       | Valeria Bufanu     | 8,9  |       |